# Бишка Вас
Бишка Вас (словен. Biška vas) — поселення в общині Мирна Печ, регіон Південно-Східна Словенія, Словенія.

## Назва
Серед інших варіантів написання Biška Vas було засвідчено в історичних джерелах як: Visezdorf у 1343 році, Vilessendorf у 1351 році, Swysitschdorff у 1420 році та Wissestorff у 1433 році.